# Taló
|  | Aquest article tracta sobre la part posterior del peu. Si cerqueu la part del calçat, vegeu «Taló (calçat)». |

El taló és la part posterior del peu, a l'extrem inferior de la cama sota del panxell. El taló més famós en literatura és el d'Aquil·les, per a qui era l'únic punt feble: Aquil·les va morir en ser ferit en aquest punt per una fletxa disparada per Paris de Troia.